# Lúcio Estaio Murco
Lúcio Estaio Murco (em latim: Lucius Staius Murcus; 85 a.C.–39 a.C. (46 anos) foi um general e político romano conhecido por ter sido um dos envolvidos no assassinato de Júlio César. Depois da derrota dos liberatores na Batalha de Filipos (42 a.C.), se juntou a Sexto Pompeu na Sicília, que acabou ordenando a sua morte logo depois. Seu nome completo, incluindo o nome de seu pai ("Sexto"), está atestado numa única inscrição numa grande laje encontrada perto da cidade italiana de Sulmona. É possível que ele tenha sido um mársio.

## Guerra Civil de César
Estaio Murco aparece nas fontes pela primeira vez em 48 a.C. pelo relato de um legado de Júlio César durante a guerra civil contra Pompeu atuando com Marco Acílio Canino na cidade portuária de Orico, no Epiro. Na época, César estava na cidade e sofria com um bloqueio naval realizado por Marco Calpúrnio Bíbulo e Lúcio Escribônio Libão. Os dois almirantes pompeianos, porém, também sofriam com a falta de suprimentos por que César os impedia de receber recursos em terra e acabaram ofertando a Estaio Murco e Acílio Canino uma proposta de trégua, sobre a qual os legados de César o informaram por carta. Em 46 a.C., Estaio Murco participou da campanha de Júlio César no norte da África contra os pompeianos, já no final da guerra civil. Na época, circulou em Roma que ele teria morrido num naufrágio. É possível que ele tivesse a idade mínima de 40 anos quando foi eleito pretor em 45 a.C., o que é apenas uma conjectura. No ano seguinte, César o nomeou governador da Síria, mas, quando o ditador foi assassinado por senadores republicanos nos idos de março, Estaio Murco imediatamente fugiu para o Cáucaso.
Logo depois, Murco marchou novamente para Síria à frente de três legiões e lutou contra Quinto Cecílio Basso, que estava em revolta contra os cesarianos, mas que conseguiu, com suas duas legiões, repelir o ataque. O governador da Bitínia, Quinto Márcio Crispo, se juntou a ele com três legiões e juntos os dois cercaram a capital de Basso, Apameia. A situação permaneceu indefinida até que, no começo de 43 a.C., o liberator Caio Cássio Longino apareceu na Síria e assumiu o comando da província. Crispo e Basso foram perdoados e Murco assumiu o comando da frota da Síria. Cássio, por sua vez, assumiu o comando das oito legiões.

## Guerra Civil dosLiberatores
Como prefeito da frota de Cássio, Estaio Murco encomendou a cunhagem de um denário declarando-se imperator. No anverso está a cabeça do deus marinho Netuno com seu tridente, indicativo de seu posto. No reverso, está uma mulher ajoelhada diante de um troféu (tropaion) e um soldado cumprimentando-a. A primeira prova da lealdade de Estaio Murco ocorreu na disputa entre Cássio e o cônsul sufecto cesariano Públio Cornélio Dolabela. A intenção dele era tomar a Síria de Cássio, mas acabou obrigado a recuar por volta de tropas para Laodiceia. Apesar de cercado pelo continente, Dolabela ainda mantinha o controle do mar, graças à sua frota e ao dinheiro enviado por Cleópatra; quando, contudo, Murco conseguiu destruir a frota dele, a situação tornou-se desesperadora. Diante da impossibilidade de reassumir a ofensiva, Dolabela ordenou que um de seus próprios soldados o matasse (julho de 43 a.C.).. Seis meses depois, Murco conseguiu uma nova vitória, desta vez contra a frota de Rodes, que havia se recusado a ajudar Cássio contra Dolabela.
Em meados de 42 a.C, por ordem de Cássio, Estaio Murco, à frente de 60 navios e uma legião de veteranos de elite, se posicionou no cabo Tainaron, na extremidade sul do Peloponeso, para interceptar um esquadrão enviado pela rainha egípcia Cleópatra VII com o objetivo de ajudar Marco Antônio. Porém, seu navio naufragou e Cleópatra teve que voltar ferida para o Egito. Murco soube do acidente e chegou a avistar os destroços de seu navio. Dali, Murco seguiu para Brundísio, o principal porto romano na entrada do Adriático.
Apesar de os triúnviros já terem conseguido transportar algumas tropas da Itália para a Macedônia via mar Jônio antes de sua chegada, Estaio Murco, com sua poderosa força, conseguiu impedir temporariamente a partida de Marco Antônio de Brundísio, que foi obrigado a pedir ajuda da frota de Otaviano. Com suas forças reunidas, os dois conseguiram transportar um enorme exército até Dirráquio sem que Murco pudesse fazer nada.
Quando a frota de Cneu Domício Enobarbo se juntou à de Murco, os dois almirantes juntos passaram a comandar 130 navios e conseguiram interromper completamente o tráfego de tropas e suprimentos da Itália para os triúnviros (a Sicília e a África já estavam bloqueadas por Sexto Pompeu). Em outubro de 42 a.C., no dia da Primeira Batalha de Filipos, os dois destruíram quase toda a frota de Cneu Domício Calvino, que levava consigo mais duas legiões para Marco Antônio e Otaviano.

## Revolta Siciliana
Depois da derrota de Bruto e Cássio nas duas Batalhas de Filipos, Murco fugiu em 41 a.C. com 80 navios, duas legiões, 500 arqueiros e uma quantidade considerável de fundos para se juntar a Sexto Pompeu na Sicília. Ele participou das conversas com os triúnviros que culminaram no Pacto de Miseno (39 a.C.), que permitiu ainda o retorno dos proscritos voltassem para Roma. Contudo, os almirantes Menecrates e Menodoros incitaram Pompeu contra Estaio Murco, que fugiu para Siracusa, onde ele estava no final de 40 ou no começo de 39 a.C. e onde acabou assassinado por ordem de Pompeu.